# Hubert Auriol
Hubert Auriol (Addis Abeba, 7 giugno 1952 – Garches, 10 gennaio 2021) è stato un pilota motociclistico e pilota automobilistico francese che, unico oltre a Stéphane Peterhansel e Nani Roma, fu capace di vincere la Dakar sia in moto sia in auto.

## Biografia

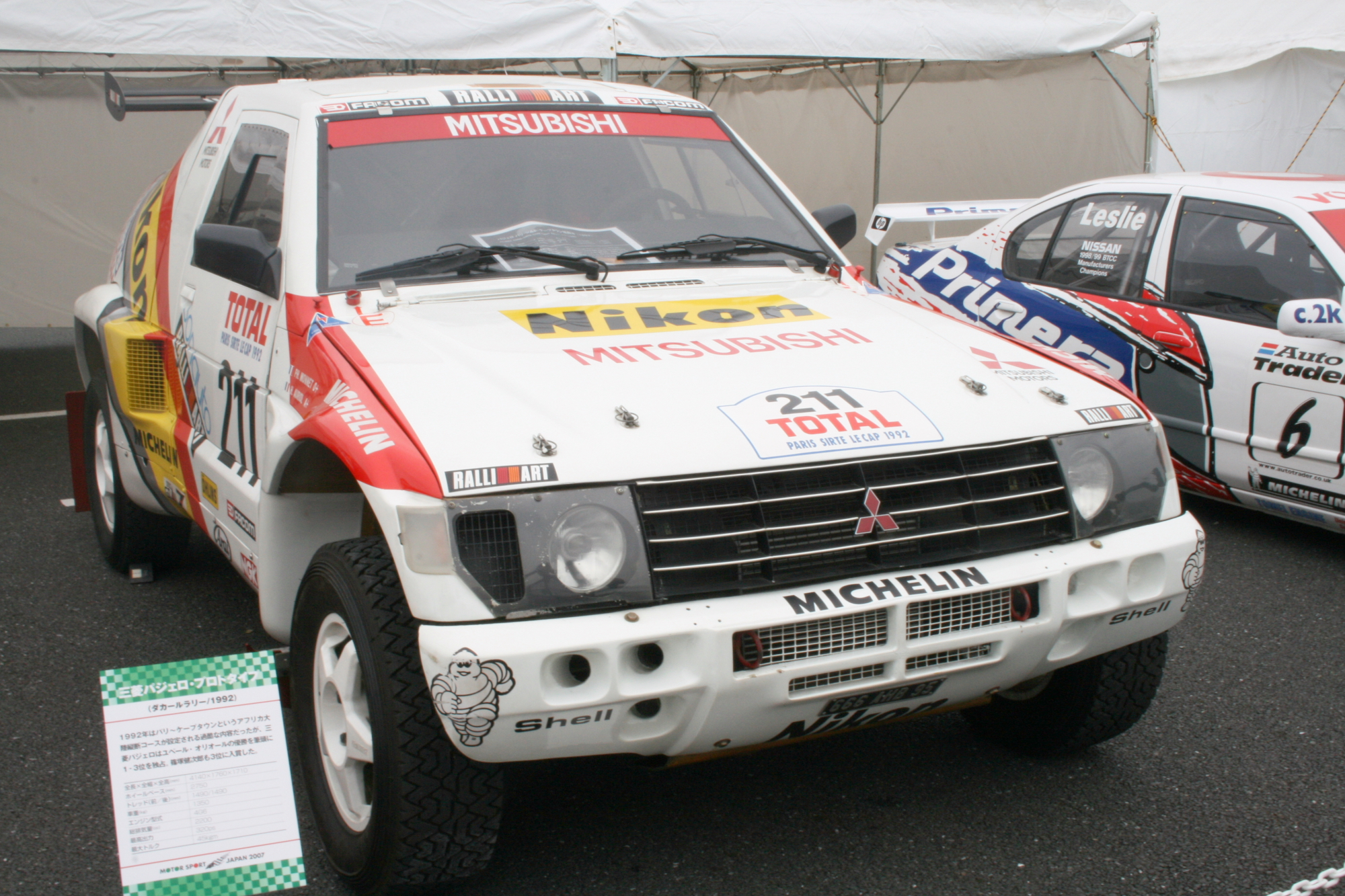
La Mitsubishi Pajero con la quale Auriol vinse il Rally Dakar 1992.

La sua carriera nel mondo del motociclismo iniziò nel 1973 in competizioni di motocross e di enduro, per diventare in seguito uno specialista delle gare nei deserti africani, tanto da meritarsi l'appellativo di l'Africain. Corse il suo primo Rally Dakar nel 1979 in moto, vincendolo due volte su una BMW (1981 e 1983). Nel 1985, al debutto su Cagiva giunse secondo, mentre nel 1987, sempre con la moto italiana, dovette ritirarsi al via dell'ultima tappa mentre era in testa, a causa della frattura di entrambe le caviglie.
Nel 1988 fu al via alla guida di un buggy, per poi passare definitivamente alle automobili nell'edizione successiva. Vinse in questa categoria nel 1992 con una Mitsubishi, diventando il primo a vincere la Dakar sia nella categoria moto che in quella delle auto. Dal 1995 al 2004 fece parte dell'Amaury Sport Organisation (ASO) e diventò direttore della gara che l'ha reso celebre. Nel 2006 tornò di nuovo in gara alla Dakar nelle auto con la Isuzu.
Dopo le vicissitudini che hanno portato allo spostamento in territorio americano del percorso del Rally Dakar egli organizzò una nuova competizione africana, l'Africa Race che ha avuto la sua prima edizione nel 2008. Prima di questa gara Hubert aveva inventato e organizzato la Heroes Legend, gara di regolarità a coppie, la cui prima edizione, svoltasi nel 2007 era riservata alle sole moto Yamaha, molte delle quali storiche. Nella seconda edizione l'organizzazione decise di estendere la partecipazione anche ad altre marche e da lì la gara prese la giusta direzione. Nel momento in cui Auriol si dedicò all'Africa Race, la Heroes Legend passò nelle mani della gestione olandese di Roel Den Braven in collaborazione con Anne Marie Gerandi, ex ASO.
È morto il 10 gennaio 2021 all'età di 68 anni, mentre era in corso la 43-esima edizione del Rally Dakar a causa di una malattia pregressa e di complicazioni dovute al COVID-19.